# Mégy
L. Mégy war ein französischer Hersteller von Automobilen.

## Unternehmensgeschichte
Das Unternehmen L. Mégy aus Paris begann 1901 unter Leitung von Lucien Mégy mit der Produktion von Automobilen. Der Markenname lautete Mégy. 1903 endete die Produktion. Es ist unklar, ob das Unternehmen identisch ist mit dem Unternehmen, das 1881 ein Patent auf eine Maschine mit schwingendem Cylinder erhielt.

## Fahrzeuge
Die Fahrzeuge waren besonders bedienungsfreundlich. Das Getriebe war nach damaligen Maßstäben automatisiert. Durch Heben und Senken des Lenkrades wurden Kupplung und Bremsen betätigt. 1903 standen drei Fahrzeuge in den Karosserieformen Tonneau, Limousine und Rennwagen auf dem Pariser Automobilsalon. Für den Rennwagen ist allerdings kein Einsatz bei einem wichtigen Rennen verzeichnet.